# Blackrock (Dublin)
Blackrock (irisch An Charraig Dhubh; dt.: schwarzer Fels) ist eine Stadt im County Dún Laoghaire-Rathdown südöstlich von Dublin. Bis zur verwaltungstechnischen Neuordnung der Countys in der Republik Irland am 1. Januar 1994 gehörte Blackrock zum County Dublin, heute liegt es im County Dún Laoghaire-Rathdown. Die heutige Vorstadt erstreckt sich über die Ortschaften Blackrock, Monkstown und Booterstown.
Blackrock liegt etwa drei Kilometer nordwestlich von Dún Laoghaire und etwa acht Kilometer südsüdöstlich des Stadtzentrums Dublins.

## Name
Die Namen der seit vielen hundert Jahren bestehenden Siedlung wechselten zwischen Newtown-at-the-Black-Rock, Newtown on the Strand by the Black Rock, Newtown Castle Byrne oder einfach nur Newtown, letztlich blieb Blackrock als individueller Namensbestandteil bestehen.
Als Blackrock wurde die geologisch bedeutsame Felsformation im heutigen Blackrock Park bezeichnet. Der Fels (rock), der aus Kalkstein besteht, wird bei Feuchtigkeit schwarz (black), sodass sich daraus dann Blackrock ergab. Der Abbau des Kalksteins erfolgte in erster Linie für die Mauerabschlüsse in den Ortschaften zwischen Williamstown und Blackrock. Auch der Bahnhof von Blackrock ist ebenso aus dem örtlichen Kalkstein errichtet wie St Mary’s Chapel of Ease am St. Mary’s Place, die die schwarze Kirche genannt wird.
Das Seebad Blackrock besteht seit 2013 nicht mehr. Früher war Blackrock eine beliebte Badegelegenheit an der Irischen See. Die gesamte Küstenlinie gehört heute zum Naturpark South Dublin Bay Special Area of Conservation.

## Sehenswürdigkeiten
Nicht mehr erhalten ist das Frescati House, das 1739 errichtet wurde. Anfang der 1980er Jahre wurde es schließlich abgerissen und das Frascati Shopping Centre erbaut. Ähnlich erging es Maretimo House, das 1770 errichtet und 1970 abgebrochen wurde. 1983 wurde die Villa Rosefield oder Belleville aus dem Jahre 1750 zerstört. Noch erhalten sind das aus rotem Ziegel erbaute Blackrock House aus dem Jahre 1774 und Neptune House von 1767.
Der Martello-Turm  Nr. 15 von Booterstown befindet sich im Blackrock Park.

## Verkehr
Die Rock Road, die die südwestliche Grenze des Blackrock Parks bildet, soll einer der ältesten Wege in Irland sein und der Legende nach in den Jahrhunderten nach Christi Geburt bestanden haben. Die N31 führt hier zu ihrem Endpunkt nach Dún Laoghaire. Blackrock ist über den Dublin Area Rapid Transit an das Schienennahverkehrsnetz angeschlossen. Diese Verbindung besteht schon seit 1834 als Dublin and Kingstown Railway.

## Schulen und Kirche
Als protestantische Kirchen der Church of Ireland bestehen die Allerheiligenkirche (All Saints) in der Carysfort Avenue und die Philippus-und-Jakobus-Kirche (St. Philip and St. James) in der Cross Avenue. Die Methodistenkirche liegt in der Main Street und die presbyterianische Andreaskirche (St. Andrews) in der Mount Merrion Avenue. Römisch-katholisch sind die Engelskirche (Church of the Guardian Angels) in der Newtownpark Avenue und die Johannes-der-Täufer-Kirche (St. John the Baptist) zwischen Temple Road und Newtown Avenue.
Als Schuleinrichtung ist besonders das Blackrock College bekannt. Im früheren Carysfort College befindet sich heute die Michael Smurfit Graduate School of Business, einem Außencampus des University College Dublin.

## Söhne und Töchter der Stadt
- Edward Fitzgerald (1763–1798), irischer Adliger, Politiker und Rebell
- Patrick Byrne (1783–1864), Architekt, insbesondere des Kirchenbaus
- Barry Edward O’Meara (1786–1836), Arzt bei der Royal Navy und Napoleons Leibarzt auf St. Helena
- James Lynch (1807–1896), römisch-katholischer Bischof von Kildare und Leighlin
- James Stephens (1825–1901), Bahnmitarbeiter, Unabhängigkeitskämpfer
- William Edward Hartpole Lecky (1838–1903), Historiker und Politiker
- Maurice Walsh (1879–1964), Romanautor
- Éamon de Valera (1882–1975), Politiker, Ministerpräsident und Staatspräsident
- Kevin O’Higgins (1892–1927), Politiker, Minister
- Brian O’Nolan (1911–1966), Romanautor
- Anthony J. Hederman (1921–2014), Richter und Generalstaatsanwalt (Attorney General)
- Reginald Gray (1930–2013), Porträtmaler
- Frank Kelly (1938–2016), Schauspieler
- Robert Patrick Ellison (1942–2024), römisch-katholischer Bischof von Banjul
- Rowan Gillespie (* 1953), Bildender Künstler, Bildhauer
- Sinéad Gibney (* 1976 oder 1977), Politikerin

## Galerie

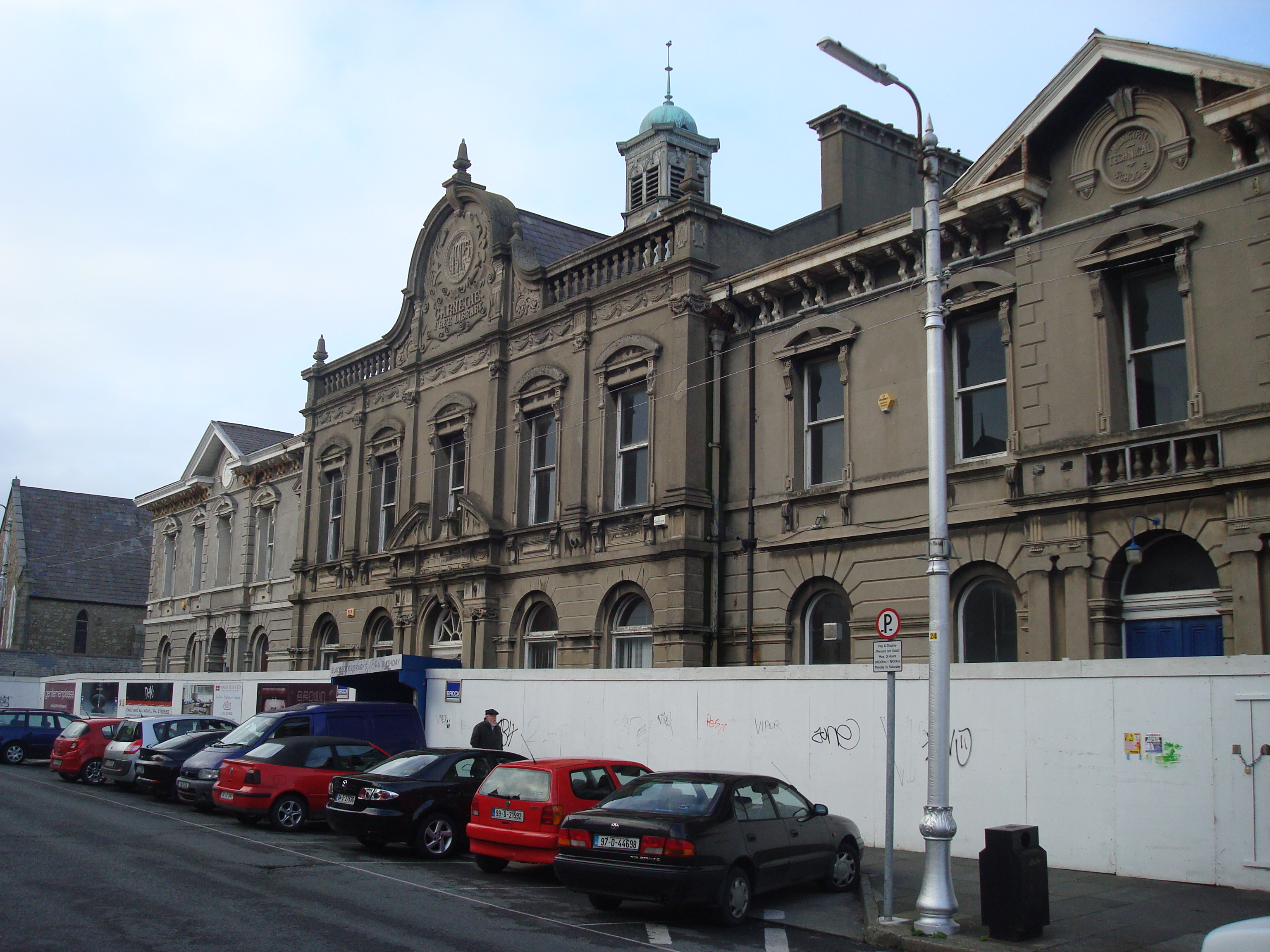
Rathaus (Town Hall)
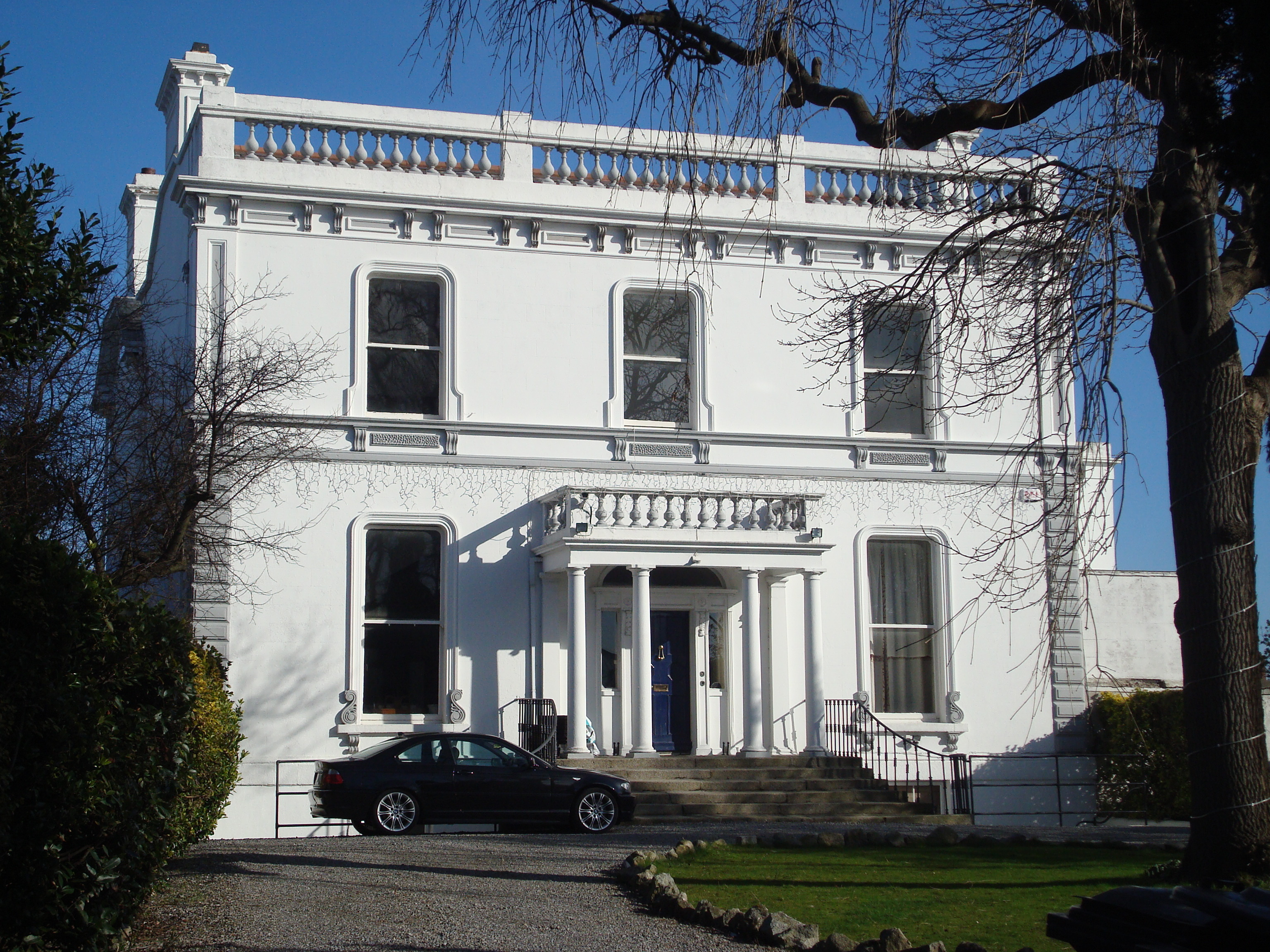
Newtown House
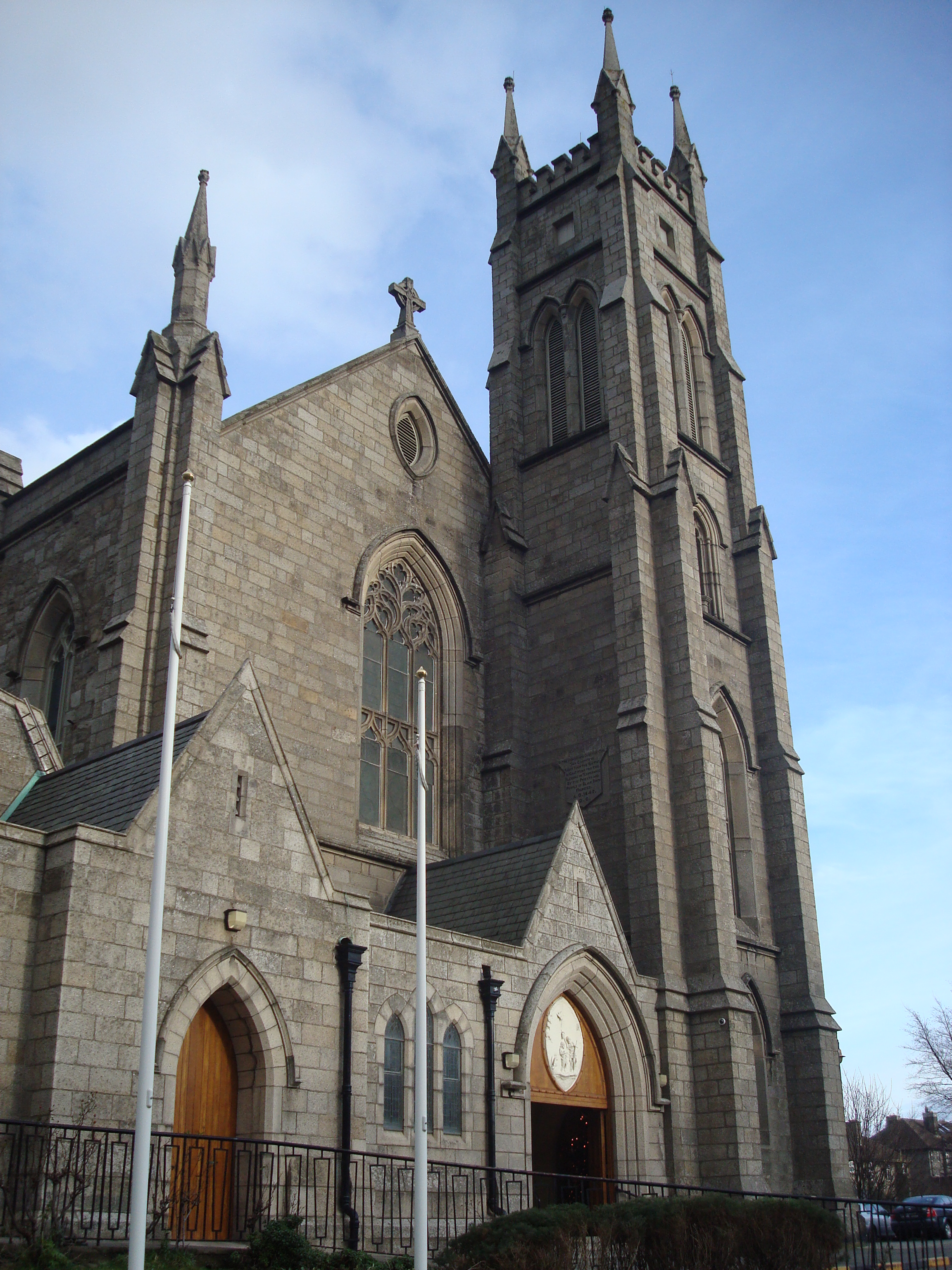
Johannes-der-Täufer-Kirche
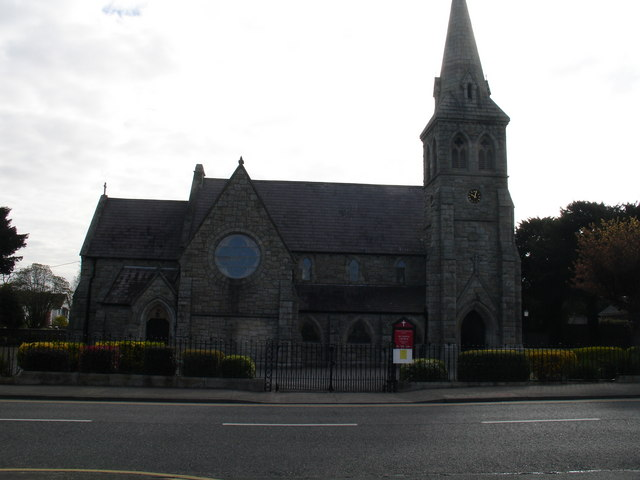
Allerheiligenkirche
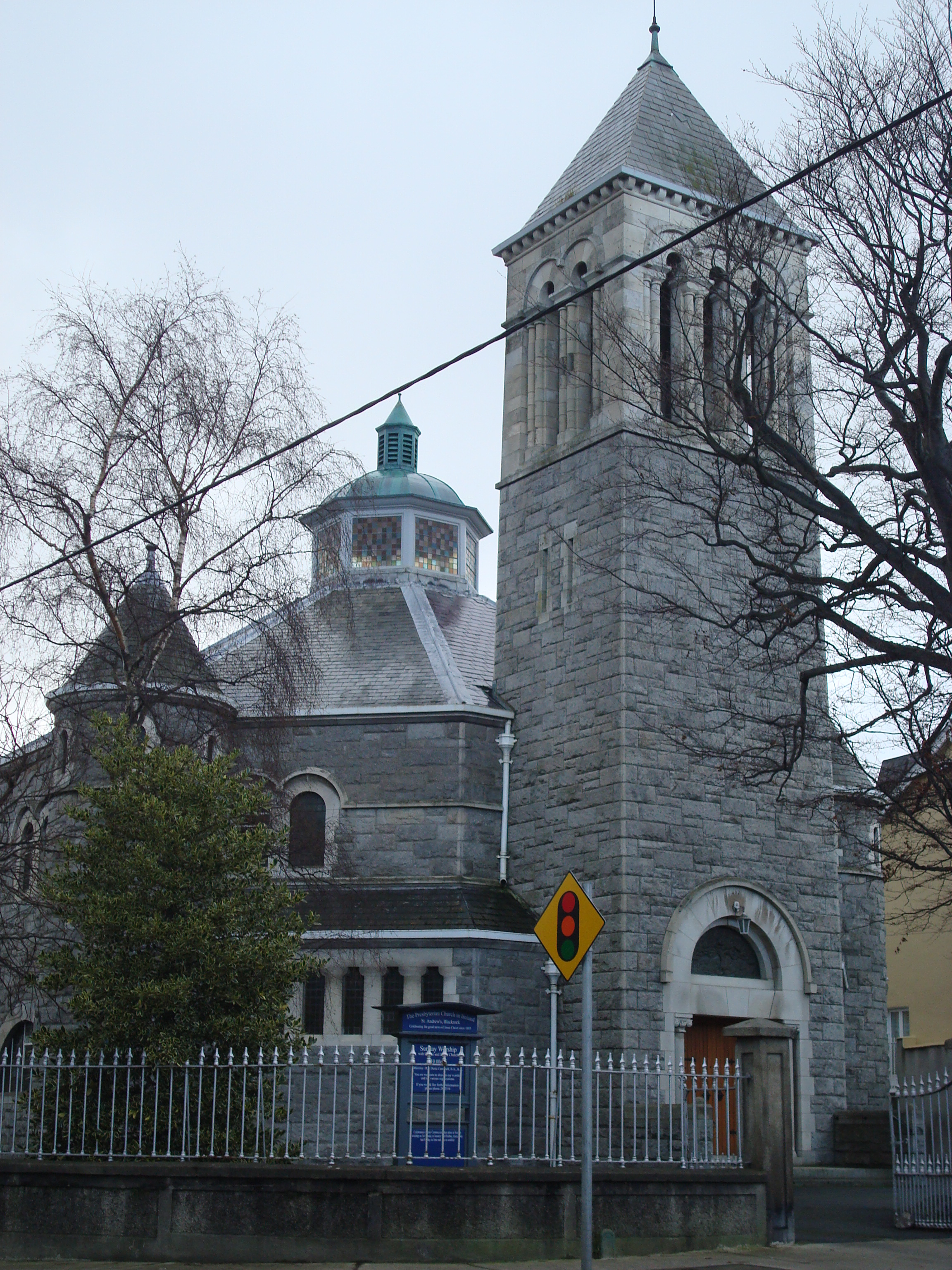
Andreaskirche
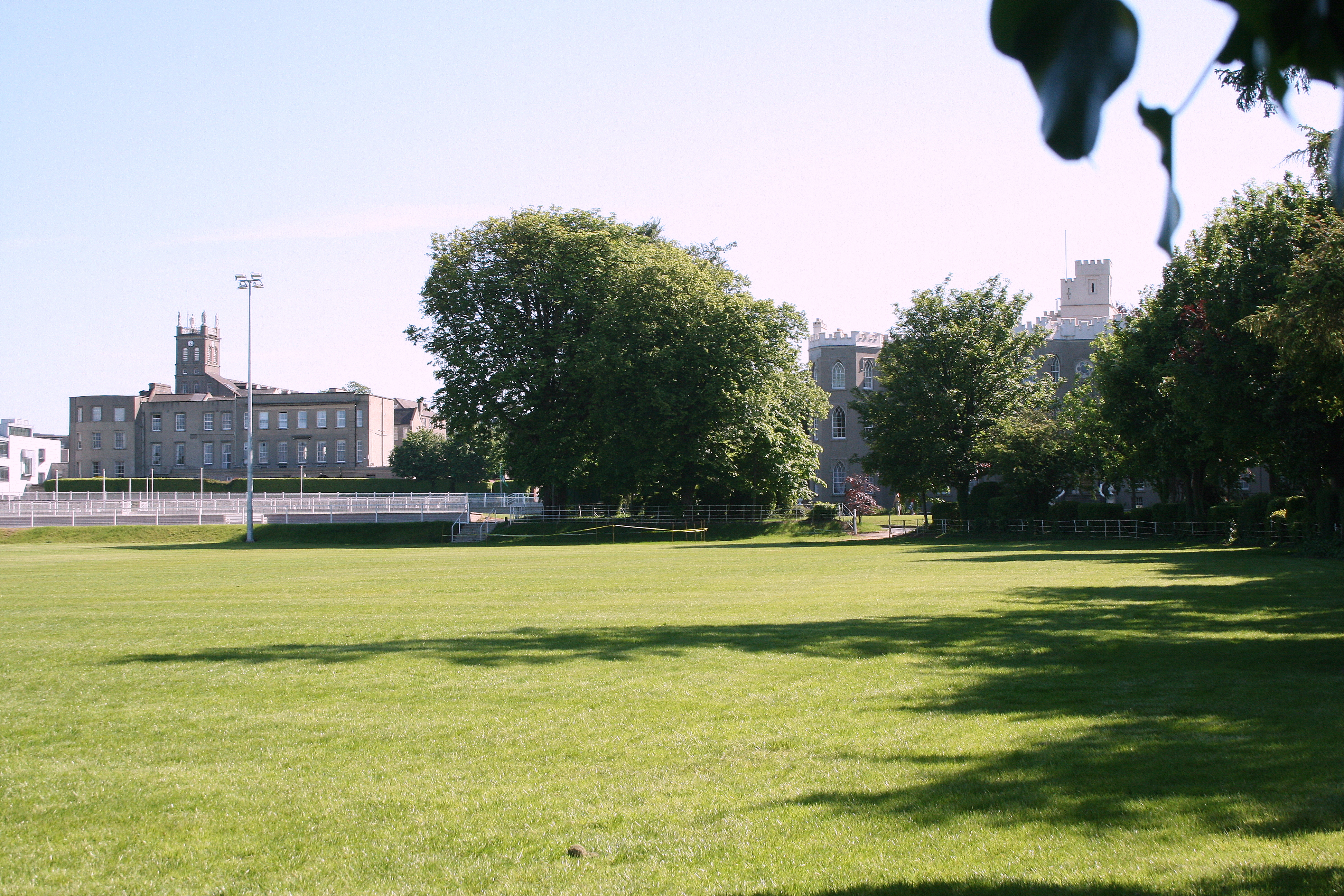
Blackrock College
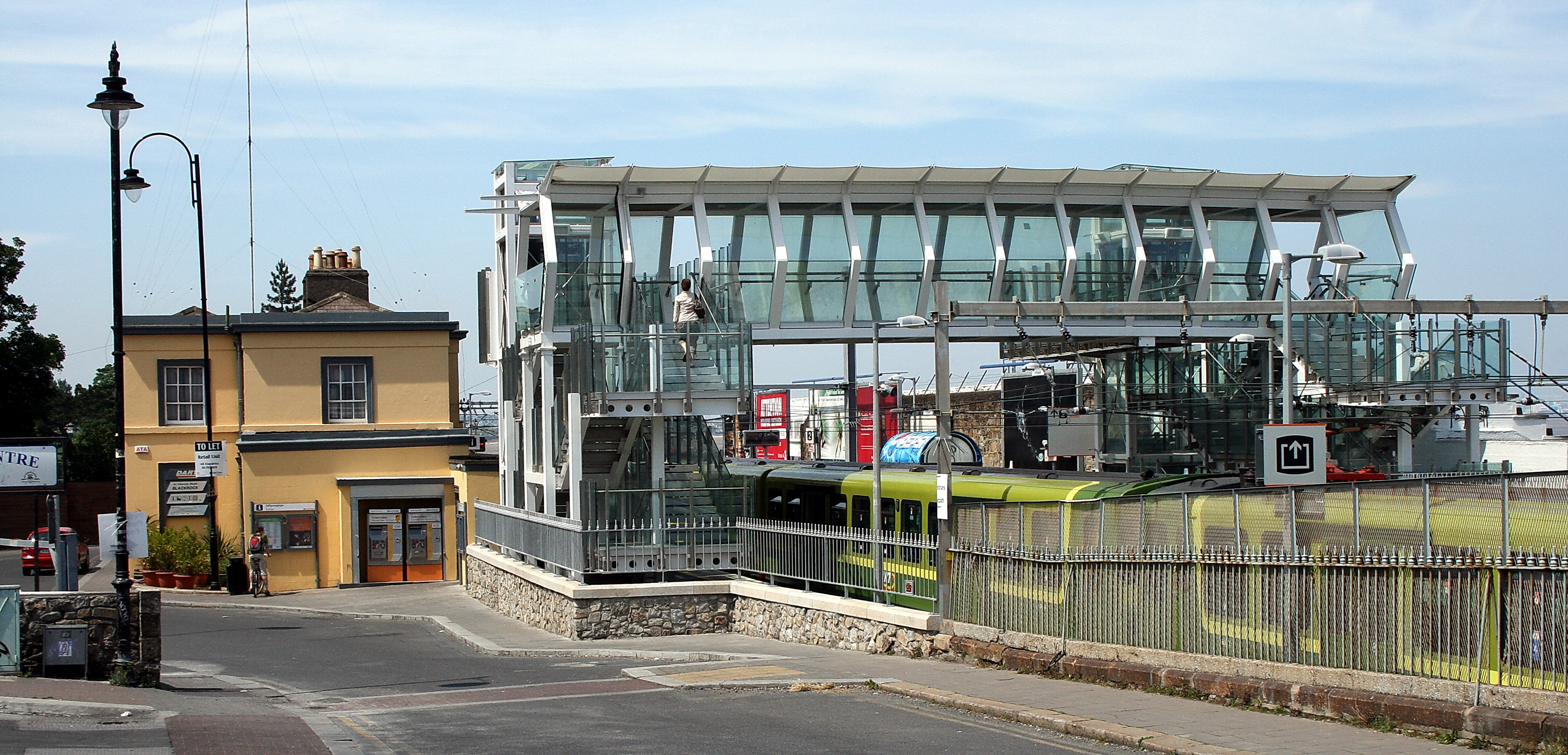
Bahnhof